# Verkehrsbetriebsgesellschaft Passau
Die Verkehrsbetriebsgesellschaft Passau mbH (VBP) ist der regionale Verkehrsbetrieb in Passau. Sie ist ein 100-prozentiges Tochterunternehmen der Stadtwerke Passau. Seit ihrer Gründung im Jahr 2007 betreibt sie den Stadtbusverkehr im Stadtgebiet auf elf Hauptlinien, vier Kleinbuslinien und dem Citybus.

## Linien der VBP
Aktuell betreibt das Unternehmen elf Hauptlinien sowie vier Kleinbuslinien. Im Auftrag der VBP werden des Weiteren der Citybus und eine Sonderlinie zum Oberhaus betrieben, wobei diese beiden Linien nicht in den regulären Stadtbustarif integriert sind. Knotenpunkt des Stadtbussystems ist der ZOB, an dem Umsteigemöglichkeiten zwischen allen Linien sowie vielen Linien der RBO bestehen.
Es existieren vier Abendlinien, die Montag–Freitag ab 21 Uhr sowie am Wochenende ab 20 Uhr befahren werden. Dies sind die Linien 13 (fasst Linien 1, 2 und 3 in Grubweg zusammen), die Linie 56 (Zusammenfassung Linie 5 und 6 in Hacklberg, Patriching und Schalding l.d.D.), Linie 78 (Zusammenfassung Linien 9 und 10 in Heining, Neustift, Rittsteig und Schalding r.d.D.) sowie Linie 79 (Zusammenfassung Linie 7 und 11 in Neustift, Rittsteig und Heining).
| Linie       | Strecke |
| ----------- | --- |
| 1           | Kohlbruck/Erlebnisbad ↔ Sankt Anton ↔ ZOB ↔ Ilzbrücke ↔ Grubweg ↔ Lindau                                                                                                 |
| 2           | Kohlbruck/Erlebnisbad ↔ Sankt Anton ↔ ZOB ↔ Ilzbrücke ↔ Grubweg ↔ Zieglreuth                                                                                             |
| 3           | Achleiten ↔ Innstadt ↔ ZOB ↔ Aufischer ↔ Lindau ↔ Bäckerholz |
| 4           | Achleiten ↔ Innstadt ↔ ZOB ↔ Ilzbrücke ↔ Hals/Hochstein |
| 5           | Kohlbruck ↔ Kohlbruck/Erlebnisbad ↔ Danziger Straße ↔ ZOB ↔ Eggendobl ↔ Hacklberg ↔ Ries ↔ Patriching                                                                    |
| 6           | Kohlbruck ↔ Kohlbruck/Erlebnisbad ↔ Danziger Straße ↔ ZOB ↔ Eggendobl ↔ Maierhof ↔ Schalding links der Donau (↔ Gaishofen)                                               |
| 7           | Eichendorffstraße ↔ Neustift ↔ Danziger Straße ↔ ZOB ↔ Eggendobl ↔ Freudenhain/Stephanstraße (alternierend) ↔ Ries                                                       |
| 8           | Kohlbruck/Erlebnisbad ↔ Vornholz ↔ Breslauer Straße ↔ Klinikum ↔ Universität ↔ ZOB ↔ Hauptbahnhof ↔ Heining ↔ Raiffeisenstraße ↔ Rittsteig ↔ Königschalding              |
| 9           | Kohlbruck/Erlebnisbad ↔ Vornholz ↔ Königsberger Straße ↔ Klinikum ↔ Universität ↔ ZOB ↔ Hauptbahnhof ↔ Heining ↔ Neustift ↔ Alte Poststraße ↔ Rittsteig ↔ Königschalding |
| 10          | Schalding rechts der Donau ↔ Raiffeisenstraße ↔ Neustift ↔ Hauptbahnhof ↔ ZOB                                                                                            |
| 11          | ZOB ↔ Hauptbahnhof ↔ Heining ↔ Raiffeisenstraße ↔ Eichendorffstraße ↔ Senefelderstraße (Ringfahrt am Ende)                                                               |
| city        | Parkhaus Bahnhofstraße ↔ Hauptbahnhof ↔ ZOB ↔ Domplatz ↔ Römerplatz (weiter über Fritz-Schäffer-Promenade zurück zum ZOB)                                                |
| K1          | Mariahilfberg ↔ Innstadt ↔ ZOB ↔ Eggendobl ↔ Lüftlberg |
| K2          | Lindental ↔ Innstadt ↔ ZOB ↔ Ilzbrücke ↔ Grubweg ↔ Sieglberg Mühltal ↔ Innstadt ↔ ZOB                                                                                    |
| K3          | Ingling ↔ Klinikum ↔ Hochstraße ↔ ZOB ↔ Schneckenbergstraße ↔ Lindau ↔ Sulzsteg / Am Högl                                                                                |
| K4          | ZOB ↔ Hauptbahnhof ↔ Danziger Straße ↔ Neustift ↔ (Haus Waldesruh) ↔ Sperrwies                                                                                           |
| Oberhausbus | Rathausplatz ↔ Veste Oberhaus saisonal betriebene Sonderlinie zwischen April und Oktober                                                                                 |

## Fuhrpark

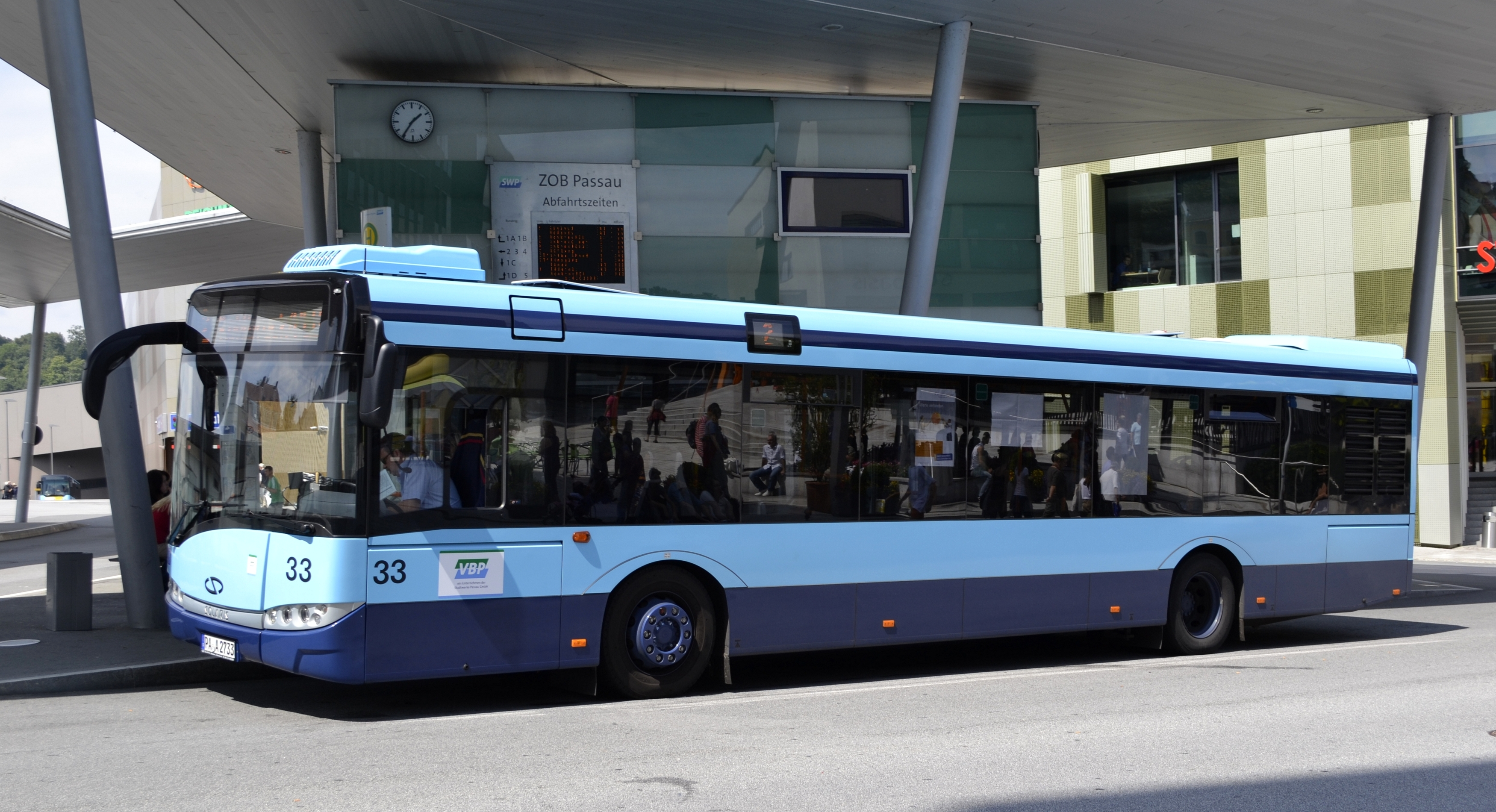
Solaris Urbino 12 der VBP

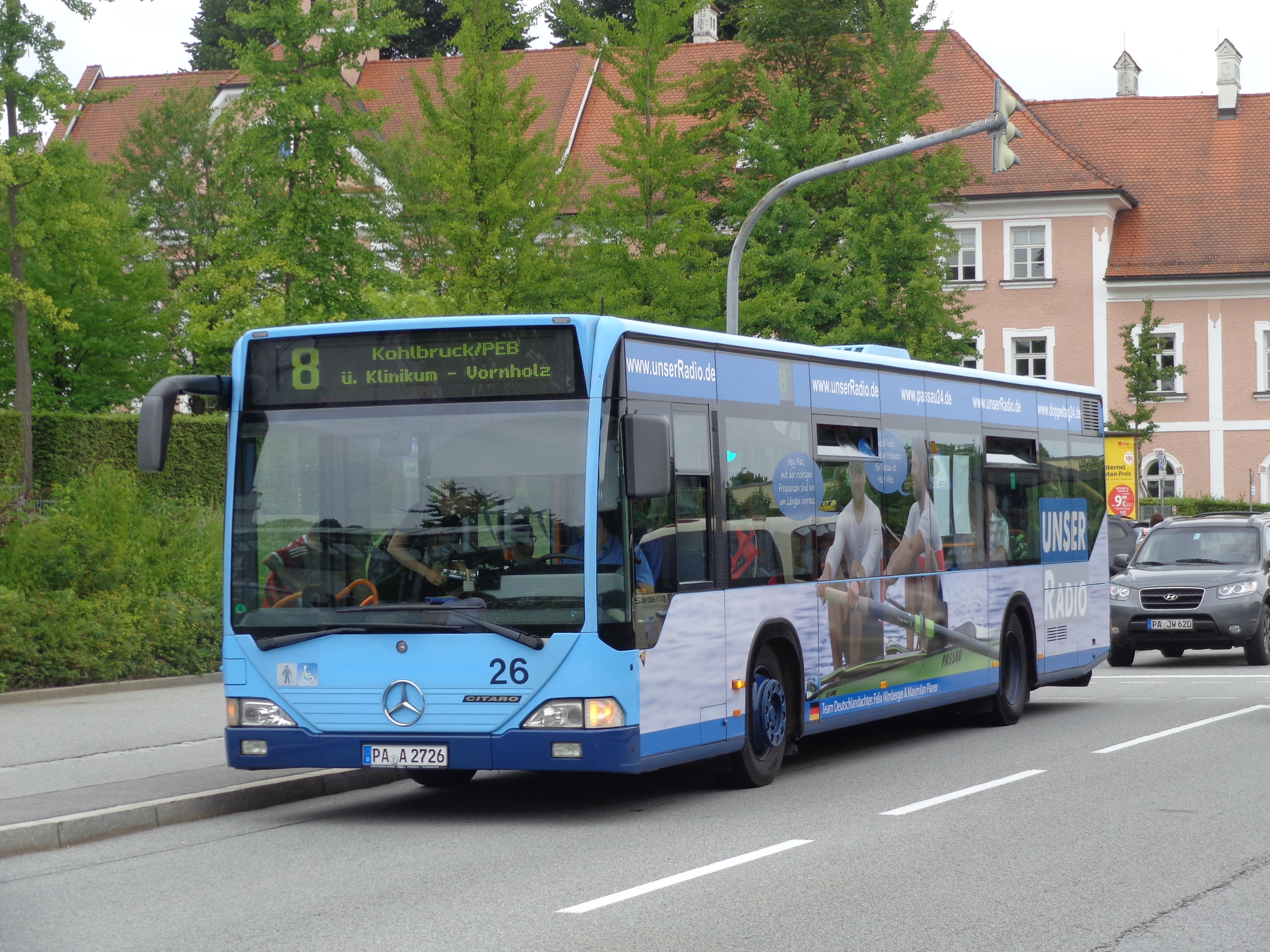
Mercedes Citaro der VBP

Der Fuhrpark besteht aus 45 Bussen der Marken Mercedes-Benz und Solaris sowie einem Bus der Marke MAN. Eingesetzt werden Fahrzeuge der Typen Mercedes-Benz Citaro O 530 (auch als Citaro 2), O 530 G, Solaris Urbino 12 und Urbino 18 sowie MAN Lion's City 12C EfficientHybrid. Auf den Kleinbuslinien K1-K4 werden durch Subunternehmen Citaro 2 K und Mercedes-Benz Sprinter eingesetzt. Auf der Citybus-Linie kommen Heuliez GX137 zum Einsatz. Im Fuhrpark der Subunternehmen sind neben Mercedes-Benz Citaro O 530 (auch als Citaro 2) und in er Low Entry-Variante auch Iveco Crossway LE, MAN Lion’s City 12 C, Setra S 415 LE business sowie ein Elektrobus vom Typ Heuliez GX 337 elec zu finden.

## Liniennetze

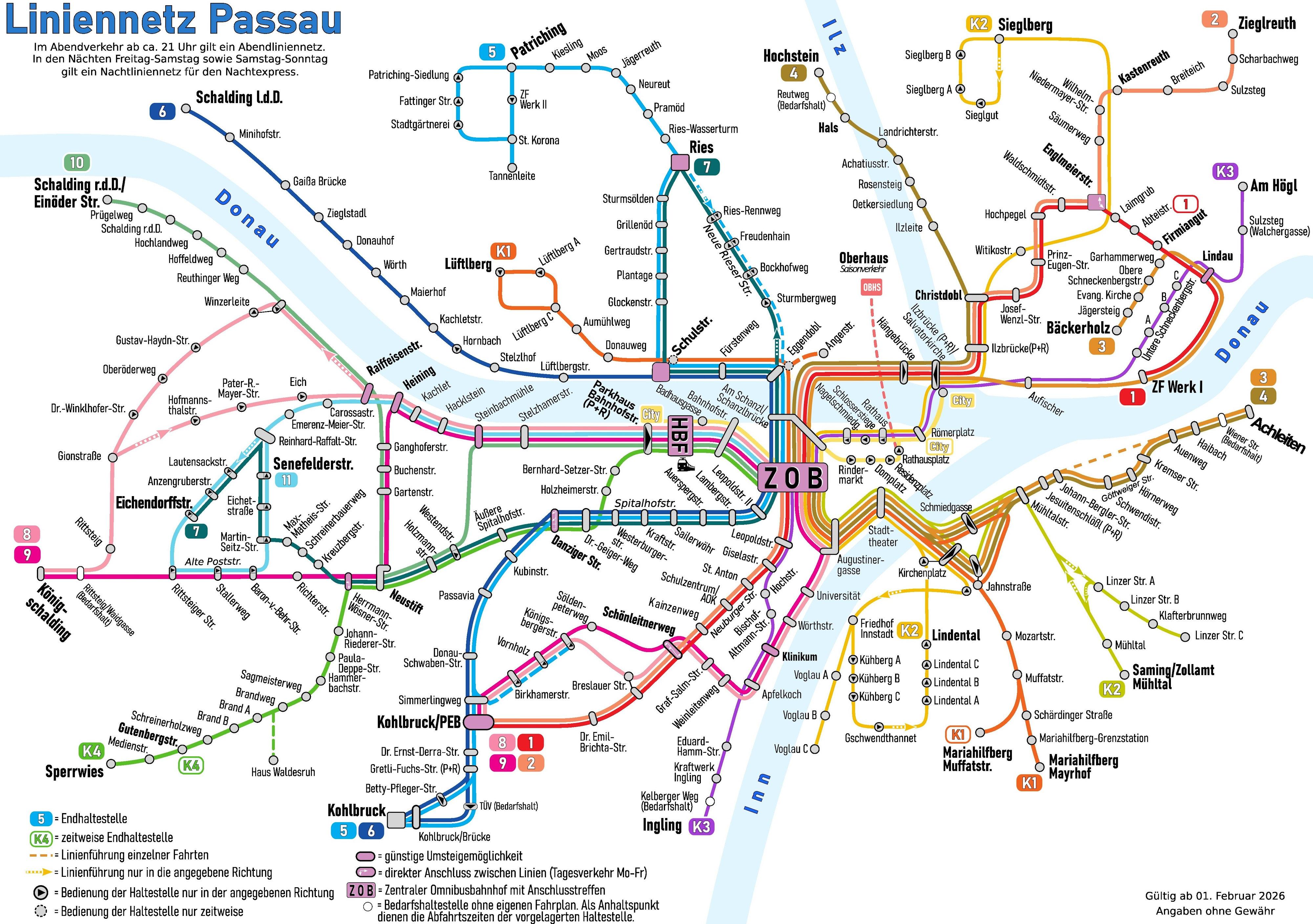
Liniennetz Stadt Passau

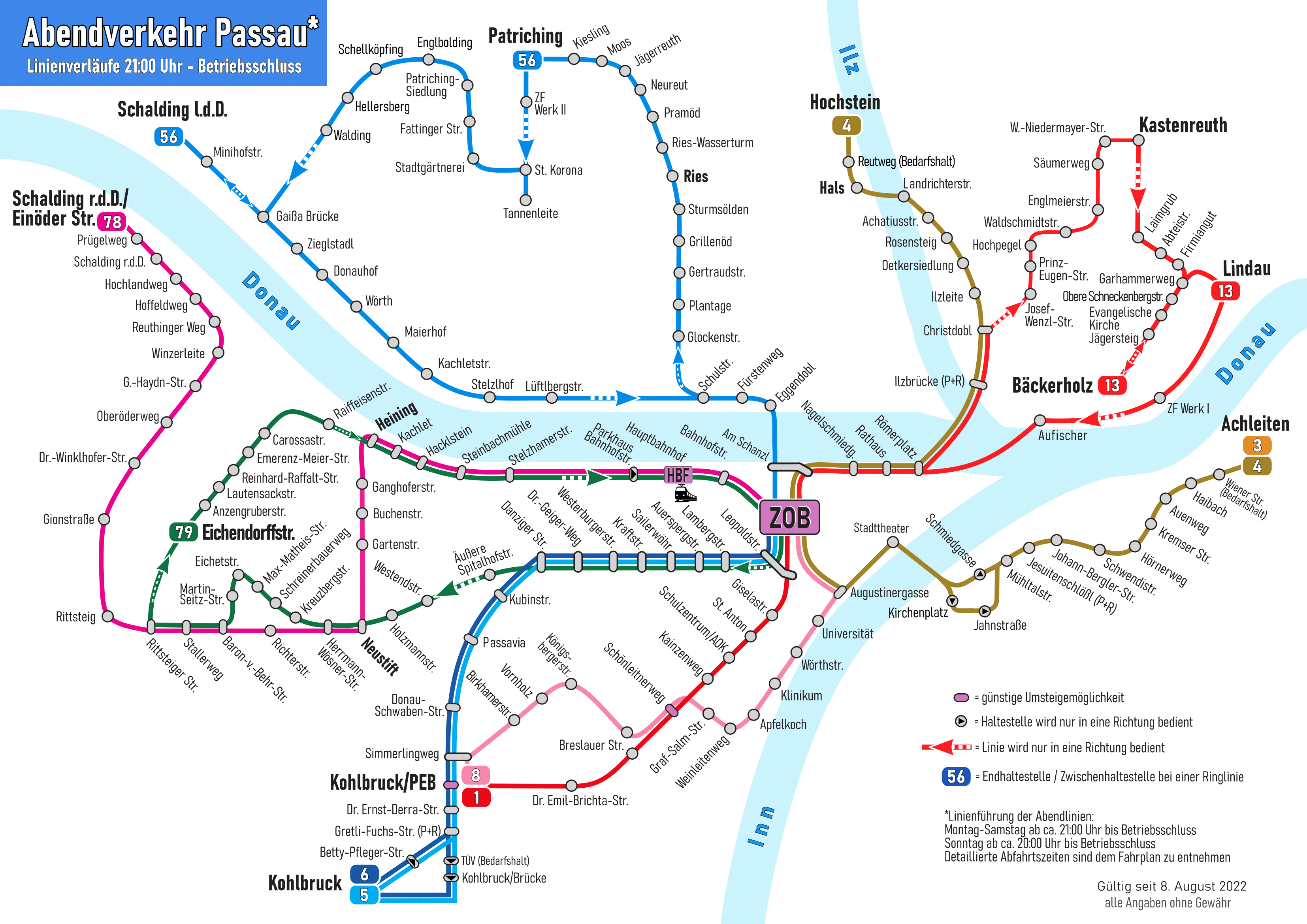
Abendliniennetz Stadt Passau

Passau besitzt ein Tages- sowie ein Abendliniennetz. In den Nächten Freitag auf Samstag sowie Samstag auf Sonntag verkehren um 00:30 Uhr ab ZOB sechs Nachtexpresslinien stadtauswärts.
Das Basis-Liniennetz wurde zum 1. September 2007 erstellt. Seitdem gab es folgende Änderungen:
- 01.12.2007: Führung Linie 5 zwischen ZOB und Ries über Stephanstraße statt über Neue Rieser Straße. Dafür stadtauswärtige Führung der Linie 7 über die Neue Rieser Straße zur Ries.  Führung Linie 9 stadteinwärts ab Königschalding über die Alte Poststraße bis zur Haltestellen Steinbachmühle.
- Zum September 2014 wird ein Großteil der Fahrten auf der Linie 8/9 von Kohlbruck/PEB kommend am ZOB als Linienwechsler auf die Linie 3/4 Richtung Achleiten umgelenkt, um auf diesen Achsen Gelenkbusse einsetzen zu können. Dafür erfolgen durchgehende Fahrzeugläufe auf den Ästen zwischen Königschalding und Bäckerholz/Hochstein. Die Änderung erfolgt ohne Anpassung im Liniennetz, die Linien- bzw. Fahrzeugwechsel sind als Fußnoten in den Aushangfahrplänen zu finden.
- 08.08.2022: Führung Linie 9 in beide Richtungen zwischen Heining und Königschalding über Neustift und Alte Poststraße.

## Geschichte
Im Sommer 2019 wurde ein neues RBL sowie erstmals Fahrscheindrucker eingeführt. Bis 2020 wurden in den Bussen der Subunternehmer weiterhin Fahrkarten vom Abreißblock verkauft.
Zum 1. September 2019 übernahm die Stadtwerke den über 30 Jahre an ein Subunternehmen abgegebenen Citybus.
Im Jahr 2025 stand eine Neukonzeption des Liniennetzes sowie des Fahrplanangebots zur Debatte, die im Vergleich zum geltenden Fahrplan Einsparungen in Höhe von 40 % der 2,4 Mio. jährlichen Nutzkilometer bedeutet hätten. Die Verkehrsbetriebe erhofften sich dadurch eine Steigerung der Auslastung der Busse sowie eine Senkung des jährlichen Defizits in Höhe von etwa 8 Mio. Euro. Auf der Gegenseite standen Taktkürzungen sowie Einschränkungen der Einsatzzeiten, insbesondere im Abend- und Wochenendverkehr. Das Vorhaben wurde nach breiten Bürgerprotesten im Juni 2025 gestoppt, und das Angebot gemäß des öffentlichen Dienstleistungsauftrags wie vorgesehen bis Ende des Jahres 2029 gesichert.

## Tarif
Die VBP tarifiert nach einem eigenen Haustarif. Ein Verkehrsverbund besteht nicht. Es werden Einzelfahrkarten, Mehrfahrtenkarten (vier Fahrten) und Zeitkarten angeboten.
Ende 2019 bzw. Anfang 2020 wurden alle Fahrzeuge mit Fahrscheindruckern ausgerüstet. Zuvor wurden vorgedruckte Fahrkarten vom Block verkauft. Hier gab es statt Vierfahrtenkarten eine Stempelkarte mit acht Fahrten.
Für Studenten gilt das im Sommersemester 2013 eingeführte Passauer Semesterticket auf allen Linien der VBP (außer Oberhausbus).
In den Bussen der VBP gelten ebenso das City-Ticket und damit die BahnCard 100 als Fahrschein sowie das Deutschlandticket und Bayernticket.
Es besteht kein Verbund mit den Tarifen der Verkehrsgemeinschaft Landkreis Passau (VLP). Jedoch können in den Landkreisbussen Passau und Freyung-Grafenau sogenannte Kontrollkarten zum Preis von 0,50 € erworben werden, die im Stadtbus gegen eine Einzelfahrt eingetauscht werden können. Eine Ermäßigung für Fahrgäste in der Stadt Passau mit Umstieg zum Regionalverkehr besteht nicht.
| Tarif                                       | Einzelfahrt Erw. | Einzelfahrt Kind | Mehrfahrten- karte Erw.                            | Mehrfahrten- karte Kind                           | Tages-karte | Familien-tageskarte | Superkarte (Monat)                     | Seniorenkarte (Monat)                  | Ausbildungs-karte (Monat) |
| ------------------------------------------- | ---------------- | ---------------- | -------------------------------------------------- | ------------------------------------------------- | ----------- | ------------------- | -------------------------------------- | -------------------------------------- | ------------------------- |
| 2008                                        | 1,50 €           | 1,00 €           | 8 Fahrten: 7,50 €                                  | 8 Fahrten: 5,00 €                                 | 3,50 €      | 5,00 €              |                                        |                                        |                           |
| 01.05.2010                                  | 1,50 €           | 1,00 €           | 8 Fahrten: 8,50 €                                  | 8 Fahrten: 5,00 €                                 | 3,50 €      | 5,00 €              | Einzelkauf: 36,50 € Jahresabo: 32,08 € | -                                      | 26,00 €                   |
| 01.06.2012 01.09.2012 (Zeitkarten)          | 1,70 €           | 1,20 €           | 8 Fahrten: 9,00 €                                  | 8 Fahrten: 5,50 €                                 | 4,00 €      | 5,50 €              | Einzelkauf: 38,00 € Jahresabo: 33,33 € | -                                      | 27,00 €                   |
| 01.01.2014 01.09.2014 (Zeitkarten)          | 1,80 €           | 1,20 €*          | 8 Fahrten: 9,50 €                                  | 8 Fahrten: 6,00 €                                 | 4,50 €      | 6,00 €              | Einzelkauf: 40,50 € Jahresabo: 35,47 € | Einzelkauf: 33,00 € Jahresabo: 29,17 € | 29,00 €                   |
| 01.04.2018 01.09.2018 (Zeitkarten)          | 2,00 €           | 1,30 €           | 8 Fahrten: 10,00 € 4 Fahrten: 5,00 € (ab Ende '19) | 8 Fahrten: 6,50 € 4 Fahrten: 3,20 € (ab Ende '19) | 5,00 €      | 6,50 €              | Einzelkauf: 42,50 € Jahresabo: 37,08 € | Einzelkauf: 34,00 € Jahresabo: 30,00 € | 31,00 €                   |
| 01.09.2020 Anpassung der Monatskartenpreise |                  |                  |                                                    |                                                   |             |                     | Einzelkauf: 43,80 € Jahresabo: 38,17 € |                                        | 32,50 €                   |
| 01.04.2022 01.09.2022 (Zeitkarten)          | 2,20 €           | 1,50 €           | 4 Fahrten: 5,50 €                                  | 4 Fahrten: 3,50 €                                 | 5,50 €      | 7,00 €              | Einzelkauf: 45,00 € Jahresabo: 39,17 € | Einzelkauf: 35,00 € Jahresabo: 30,83 € | 33,00 €                   |
| 01.01.2024                                  | 2,50 €           | 1,70 €           | 4 Fahrten: 8,00 €                                  | 4 Fahrten: 5,00 €                                 | 6,20 €      | 8,00 €              | Einzelkauf: 48,00 € Jahresabo: 44,00 € | Einzelkauf: 40,00 € Jahresabo: 35,25 € |                           |

*Der Preis der Einzelfahrt Kind wurde zum 01.01.2014 nicht angepasst, da diese Tickets nur selten verkauft werden und das Drucken neuer Fahrkartenblöcke teurer gewesen wäre, als die bereits vorgedruckten Fahrkartenblöcke vom 01.06.2012 weiter zu nutzen.
Der Citybus ist vollständig in das Tarifsystem integriert. Es gibt zusätzlich eine Einzelfahrkarte sowie eine Monatskarte, welche nur für den Citybus gelten. Das Kurzparkticket vom Parkhaus Bahnhofstraße gilt als Fahrschein im Citybus für eine Hin- und Rückfahrt.
| Tarif      | Einzelfahrt Citybus | Monatskarte Citybus |
| ---------- | ------------------- | ------------------- |
| 01.05.2010 | 0,80 €              | 23,50 €             |
| 01.06.2012 | 0,90 €              | 23,50 €             |
| 01.04.2018 | 1,00 €              | ?                   |
| 01.04.2022 | 1,50 €              | 30,00 €             |
| 01.01.2024 | 1,70 €              | 34,00 €             |

Der Oberhausbus war bis zum 31.12.2023 teilweise in das Tarifsystem integriert. Es galt ein Großteil der Fahrkarten, allerdings war ein Umsteigen zu anderen Linien bei Einzel- und Mehrfahrtenkarten nicht möglich. Ab 01.01.2024 gilt ein separater Tarif, da die Linie als touristischer Verkehr eingestuft wird. Die Einzelfahrt im Oberhausbus kostet 5,00 €, die Familienkarte (2 Erwachsene, 3 Kinder, Hin- und Rückfahrt) 20,00 €.
Das Semesterticket ist für alle Studierenden der Universität Passau verpflichtend. Nach der Einführung wurden auf den Linien 8 und 9 vermehrt Gelenkbusse eingesetzt. Die Taktung der Linien wurde nicht geändert.
| Semesterticket | Preis   |
| -------------- | ------- |
| SoSe 2013      | 10,00 € |
| SoSe 2015      | 16,00 € |
| SoSe 2016      | 18,00 € |
| 2017–2020      | 20,00 € |
| 2023           | 32,00 € |

## Subunternehmen
Neben den 45 eigenen Bussen, von denen an Schultagen max. 37 fahren, mietet die VBP noch etwa 40 Busse von Subunternehmen an. Das Reiseunternehmen Niedermayer fährt mit bis zu elf Stadtbussen (vorwiegend Mercedes-Benz Citaro 2), das Reiseunternehmen Eichberger mit bis zu zehn. Die Kleinbuslinien werden durch das Unternehmen Hubinger (welches 2020 die Linien und den Fuhrpark des Unternehmens Tausch übernommen hat) befahren, hier sind zwei Mercedes-Benz Citaro K, ein Citaro 2 und drei Mercedes-Benz Sprinter im Einsatz.
Der Oberhausbus wird von Eichberger Reisen mit einem elektrisch betriebenen 16-Sitzer Sprinter befahren.